# Oriopsis neglecta
Oriopsis neglecta är en ringmaskart som beskrevs av Banse 1957. Oriopsis neglecta ingår i släktet Oriopsis och familjen Sabellidae. Inga underarter finns listade i Catalogue of Life.